# 何继善
何继善（1934年9月11日—），男，湖南浏阳人，中国应用地球物理学家，中国工程院院士，曾任中南工业大学（今中南大学）校长。

## 生平
1950年，到宁乡县人民银行从事文秘工作，后考入湖南有色化验班。两年后到茶陵县湘东钨矿当化验员。
1956年，考入长春地质学院，入学就读地球物理专业，后改为金属物探专业。1960年毕业，被分配到中南矿冶学院（今中南大学）地质系从事教学和科研工作。1991年开始，先后担任中南工业大学副校长、校长。中国地球物理学会副理事长，湖南省地球物理学会理事长，湖南省地质学会副理事长，国家自然科学基金委员会学科评审委员，国家教委科技委员会委员，美国勘探地理物理学终身会员。1986年被授予国家级有突出贡献的中青年科技专家称号，1990年被授予全国高等院校先进科技工作者，1991年获国务院颁发的政府特殊津贴，1992年被授予全国有色金属工业劳动模范，1993年获第三届李四光教师奖。1994年，当选为中国工程院院士。1996年被授予湖南科技之星奖，同年当选为湖南科协副主席。1998年，任湖南院士联谊会会长。
2025年7月2日，何继善将价值3800万元的继善高科股份无偿捐赠给中南大学。

## 学术贡献
何继善长期致力于应用地球物理理论、方法与观测系统的研究。其创立和发展了双频激电理论，据此研制出的“双频激电仪”是当时世界上普查矿产资料速度最快、精密度最高、体积最小、成本最低的仪器。1992年获中国武警总部科技进步二等奖。
针对中国大中型有色金属矿山资源储量的严峻局面和特殊地质条件，1955年，何继善率领该校专家完成“生产矿山地质地球物理研究”科研课题。其中提出了“生产矿山地质——地球物理理论”，形成了多学科相结合的寻找新的接替资源的理论和方法体系，并在湖南湘东钨矿、湘西金矿，新疆的萨尔托海金矿等矿砂找到了新的矿体。此外他还进行防洪减灾工程综合治理关键技术研究，其中堤坝的渗漏和管涌探测方法技术，并在水库查漏、堤坝管涌探测方面获得了极大成功。